# دير ياسين
دير ياسين قرية فلسطينية تقع غربي القدس، دخلتها العصابات الصهيونية المسلحة يوم 30 جمادى الأولى 1367هـ ـ 9 أبريل 1948م، وأقاموا فيها مذبحة بشعة بقيادة مناحم بيجن الحائز على  جائزة نوبل للسلام حيث ذبح من أهلها 107 أشخاص بين رجل وامرأة وشيخ وطفل ومثلوا بجثثهم بشكل بشع بقطع للآذان وتقطيع للأعضاء وبقر لبطون النساء وألقوا بالأطفال في الأفران المشتعلة وحصد الرصاص كل الرجال ثم ألقوا بالجميع في بئر القرية، واشتهرت بمذبحة دير ياسين. استوطن اليهود القرية وفي عام 1980 أعاد اليهود البناء في القرية فوق أنقاض المباني الأصلية وأسموا الشوارع بأسماء مقاتلي الإرجون الذين نفّذوا المذبحة.
من تفاصيل المذبحة السيدة التي كانت على وشك الولادة التي دخلوا إليها فشقوا بطنها بالسونكي على هيئة صليب وأخرجوا أحشاءها وطفلها وذبحوه وقطعوا ثدييها ووضعوه في بطنها مع طفلها مرة أخرى. ويروى كذلك أن اليهود كانوا يمثلون بجثث القتلى ويقطعون أعضاءهم ويبقرون بطون الحوامل، ويشقون الضحايا من الرأس إلى القدم، وحملوا معهم مجموعة من الأسرى والنساء عاريات حافيات وطافوا بهم شوارع القدس الغربية ثم عذبوهم حتى الموت.
قال بيجن قائد المذبحة: «إن نارهم كانت حامية وقاتلة وقد اضطر اليهود أن يحاربوا العرب من شارع إلى شارع ومن دار إلى دار».
قال كريتش جونز كبير مندوبي الصليب الأحمر: «لقد ذبح 300 شخص بدون مبرر عسكري أو استفزاز من أي نوع، وكانوا رجالاً متقدمين في السن ونساءً وأطفالاً رضع، بل إن شابة أرتني مديتها أي سكينتها ويديها وهما تقطران دمًا كأنها علامة على النصر».

## تسمية القرية
كلمة «دير» انتشرت في تسمية القرى الفلسطينيّة، خاصّة قرى القدس الّتي اشتهرت بطابعها الدينيّ.
كان في الطرف الجنوبيّ الغربيّ للقرية طلل كبير يُطلق عليه اسم «الدير».
يعود الاسم «ياسين» إلى الشيخ ياسين الّذي وُجد ضريحه في القرية واُطلق على اسم مسجد القرية «مسجد ياسين» تيمّنًا به، وكان يقع في جوار أطلال الدير.

## جغرافيا دير ياسين
وقعت القرية على تلّ يبلغ طول ارتفاعه 800 متر، ممّا وهبها إطلالة واسعة على كافّة الجهات من حولها. فصل بين دير ياسين وبين الضواحي الغربيّة للقدس وادٍ ذو مصاطب غُرست فيه أشجار الزيتون واللوز والتين، الّذي كان يوازي طريقًا ربطت هذا الضواحي مع دير ياسين ومع طريق القدس-يافا الرئيسيّة والّتي كانت تبعد عن دير ياسين نحو 2 كم شمالًا.

## القرية قبل عام 1948

### العهد العثمانيّ
بدأت نواة الاستيطان في خربة عين التّوت مع بداية العهد العثمانيّ، وكانت تبعد هذه الخربة عن دير ياسين نحو 500 متر إلى الغرب، وسكنها أهل دير ياسين قبل انتقالهم إلى دير ياسين.

#### خربة عين التوت
في سنة 1596 سكنها 39 نسمة وكانت تؤدّي ضرائب القمح والشعير وأشجار الزيتون.
1906 - شُيّدت الضاحية اليهوديّة في القدس والّتي سُمّيت بـ«جفعات شاؤول» ووقعت أقصى غرب دير ياسين، من طرف الوادي الأول إلى طرفه الثاني. تلتها لاحقًا مستعمرات مونيفيوري وبيت هكيرم ويافينوف.
قطعت جفعات شاؤول الطريق الّتي وصلت دير ياسين بطريق القدس-يافا.

### الحرب العالميّة الأولى
إبّان الحرب حصّن الأتراك مرتفعات دير ياسين للدفاع عن القدس، وفي 8 كانون الأوّل عام 1917 اقتحمت قوّات يقودها الجنرال ألنبي هذه التحصينات ليسبق هذا الهجوم الأخير الّذي أسقط القدس في قبضة الحلفاء.

### الانتداب البريطانيّ

#### اقتصاد دير ياسين
حتّى عشرينيّات القرن العشرين اعتمدت دير ياسين بمعيشتها على الزراعة وتربية المواشي. ولكنّ التغيير السريع الّذي حدث بعد ازدهار البناء في القدس في عهد الانتداب البريطاني غيّر اقتصادها، حيث أصبح اقتصاد دير ياسين مستغلًّا للحجر الكلسيّ المحيط بالقرية والمفضّل لبناء القدس. طوّر سكانها مقالع واسعة على امتداد الطريق الفرعيّة المؤدية إلى المدينة، فتطوّرت صناعة قلع الحجارة وقطعها. بلغ عدد الكسارات حتّى أواخر أعوام الأربعين 4 كسّارات حجارة، ممّا ساهم في تغيير مهن أهل القرية إلى نقل الحجارة وسياقة الشاحنات.
1935 - أُنشئت في دير ياسين شركة باصات محليّة، وشاركتها قرية لفتا المجاورة لها في هذا المشروع.
مع ازدهار اقتصاد دير ياسين ازداد بناء منازلها وتوسّعت الحارة نحو قمّة التلّ الذي تقوم عليه وإى ل الشرق نحو القدس.

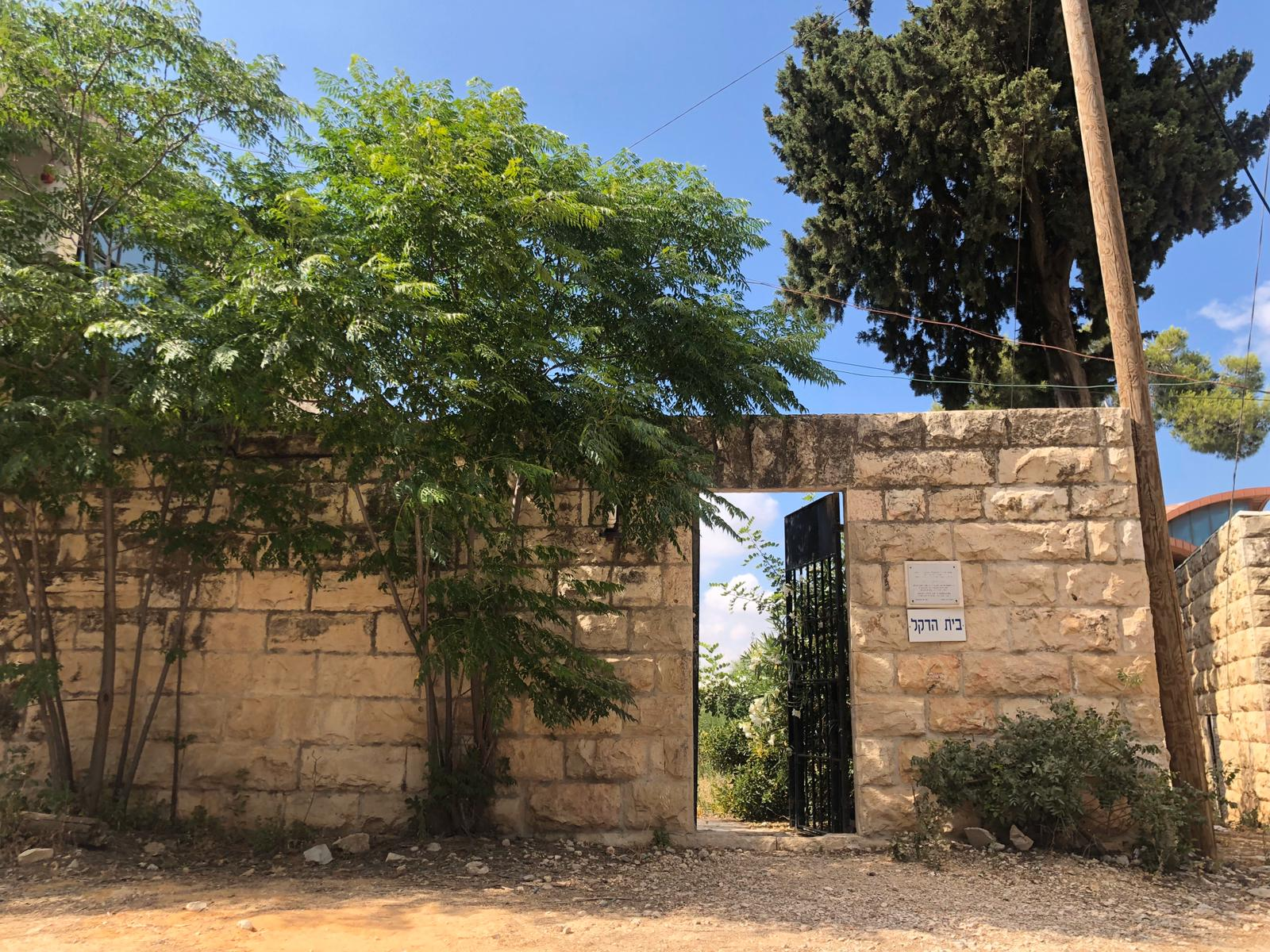
باب مبنى من بنايات دير ياسين كما هو موجود اليوم في القرية المهجّرة

#### صنعة دير ياسين
كان للقرية فرن، ونُزلان، ونادٍ اجتماعيّ سُمّي «نادي النهضة»، وصندوق توفير، وثلاثة دكاكين، وأربعة آبار، ومسجد ثانٍ بالإضافة إلى المسجد الرئيسيّ، بناه محمود صلاح وهو أحد سكان القرية الميسورين، وكان المسجد على المرتفعات العليا للقرية مشرفًا على القرية.
عمل سكّان دير ياسين في العديد من الأعمال في أواخر عهد الانتداب، كثيرون منهم عملوا خارج القرية. ومنهم من وجد عملًا في معسكرات الجيش البريطاني المجاورة، خادمًا أو نجارًا أو مشرفًا على العمّال. وبعضهم عمل في مصالح الانتداب المدنيّة، كاتبًا أو مدرّسًا. نسبة العاملين في قطاع الزراعة في هذه الفترة لم يتعدّى 15٪.

#### تعليم دير ياسين
تلقّى أبناء دير ياسين تعليمهم في بداية فترة الانتداب البريطانيّ في مدارس قرية لفتا المجاورة لها وقرية قالونيا، وفي سنة 1943 أُسّست أوّل مدرسة بنين في دير ياسين. لتتبعها في سنة 1946 أوّل مدرسة بنات، والّتي أدارتها مديرة أقامت فيها وكانت من القدس. كلتا المدرستين بُنيتا من تبرّعات أهل القرية.

#### بيوت دير ياسين
كانت منازل دير ياسين مبنيّة بالحجارة في أواخر القرن التاسع عشر. وكانت القرية تتزوّد المياه من نبعين ماء يقع أحدهما في شمال القرية والثاني في جنوبها. كان مركز تجمّع البيوت في منطقة «الحارة» الّتي كانت تحوي الأزقّة الضيّقة المتعرّجة والحيطان الغليظة.
ارتفع عدد بيوت دير ياسين من 91 منزلًا عام 1931 إلى 144 منزلًا عام 1948.

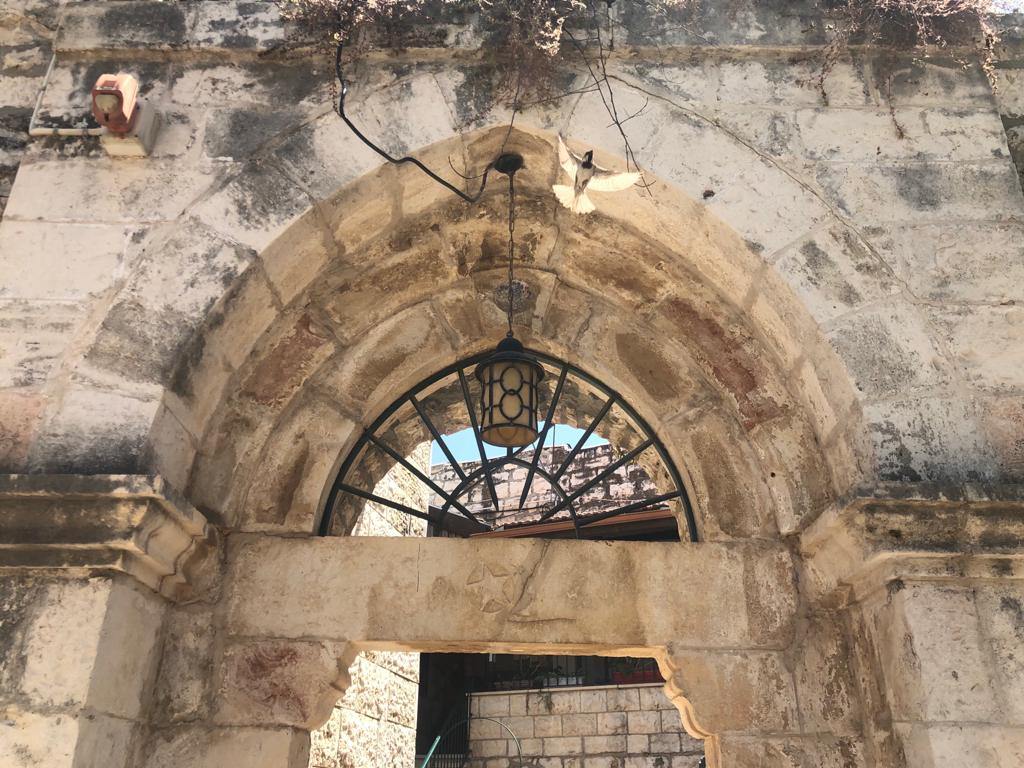
النجمة الإسلاميّة على أحد مداخل المباني في دير ياسين كما هي موجودة الآن في القرية الّتي أصبحت مشفى "كفار شاؤول"

#### سكّان دير ياسين
جميع سكّان دير ياسين كانوا مسلمين. ارتفع عدد السكان من 428 نسمة عام 1931 إلى 750 نسمة عام 1948.

#### العلاقات مع اليهود عبر السنوات
بدأت علاقات طيبة بين القرية والمستوطنين اليهود من جيرانها، لا سيما لكونهم من اليهود اليمنيون الأسبان الّذين تحدّثوا العربيّة وكانو أكثريّة اليهود المجاورين. بدأت العلاقات بالتدهور مع نموّ «الوطن القومي اليهودي» لتصل إلى إلى أدناها في ثورة 1936-1939 الكبرى.

## احتلال القرية وتطهيرها عرقيًّا

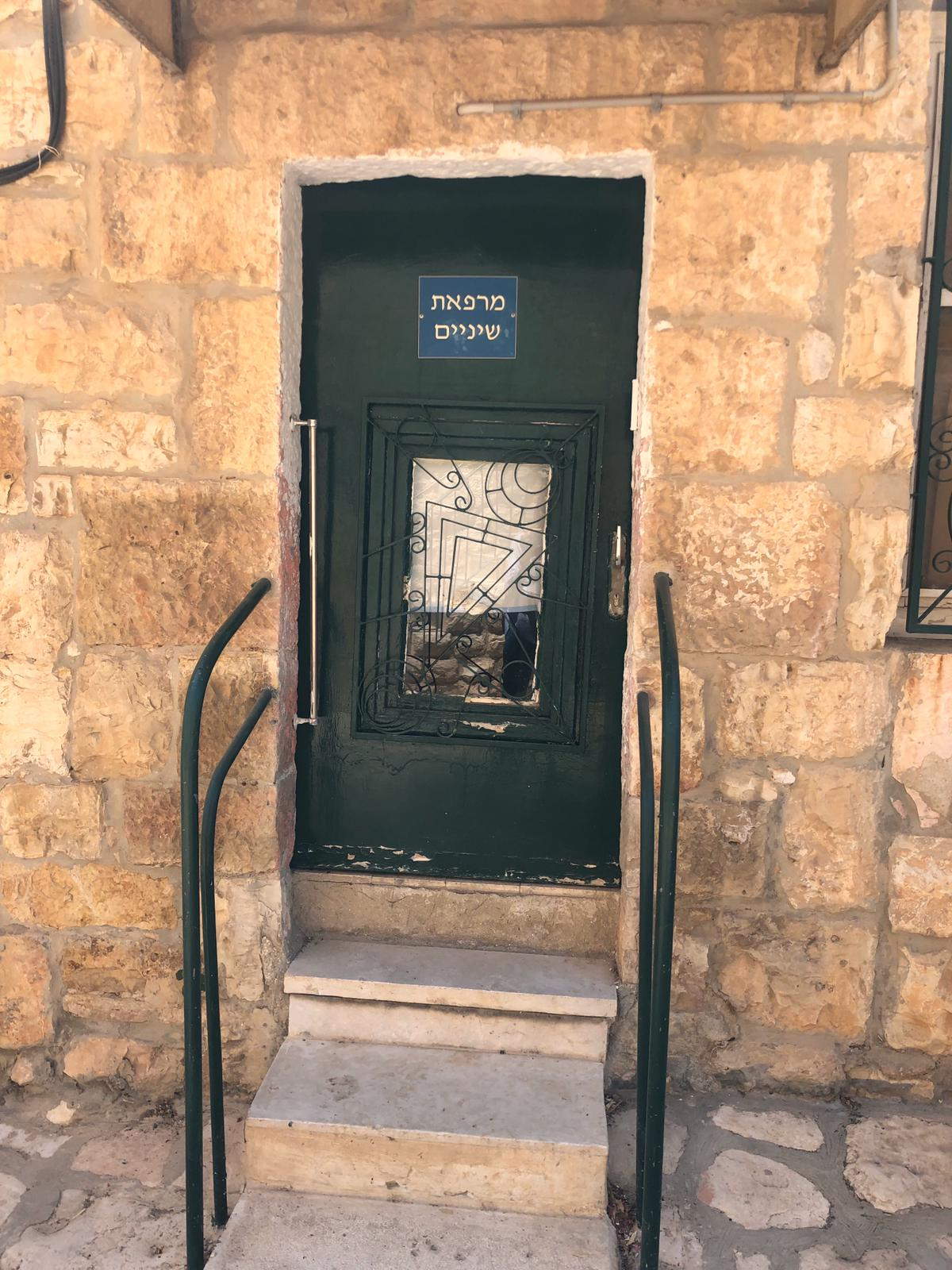
"عيادة أسنان" للمرضى في مشفى "كفار شاؤول" في أحد بيوت دير ياسين المهجّرة

مذبحة دير ياسين عُرفت واشتهرت لشدّة دمويتها ولإعلان القوى الصهيونيّة عنها بخلاف مجازر أخرى ارتكبتها وأنكرتها. نفّذت المجزرة عصابتا الإرغون وشتيرن ضمن عمليّة نحشون الّتي خططّت لها عصابة الهجانا. شاركتهما آنذاك وحدة البلماح مزوّدة بمدفع هاون، وذلم بعد أن تمكّن أهل قرية دير ياسين من احتواء الهجوم الّذي بدأته الإرغون وشتيرن.
كانت المجزرة دامية واختلف المؤرخون على عدد ضحاياها المحدّد ويقال أنّ عددهم وصل إلى 245 شخصًا، وأفاد تقرير صحيفة نيويورك تايمز أن نصف الضحايا كان من النساء والأطفال. 70 امرأة أُخذت مع أطفالهنّ إلى خارج القرية وسُلّمت إلى الجيش البريطاني في القدس لاحقًا.

## القرية اليوم

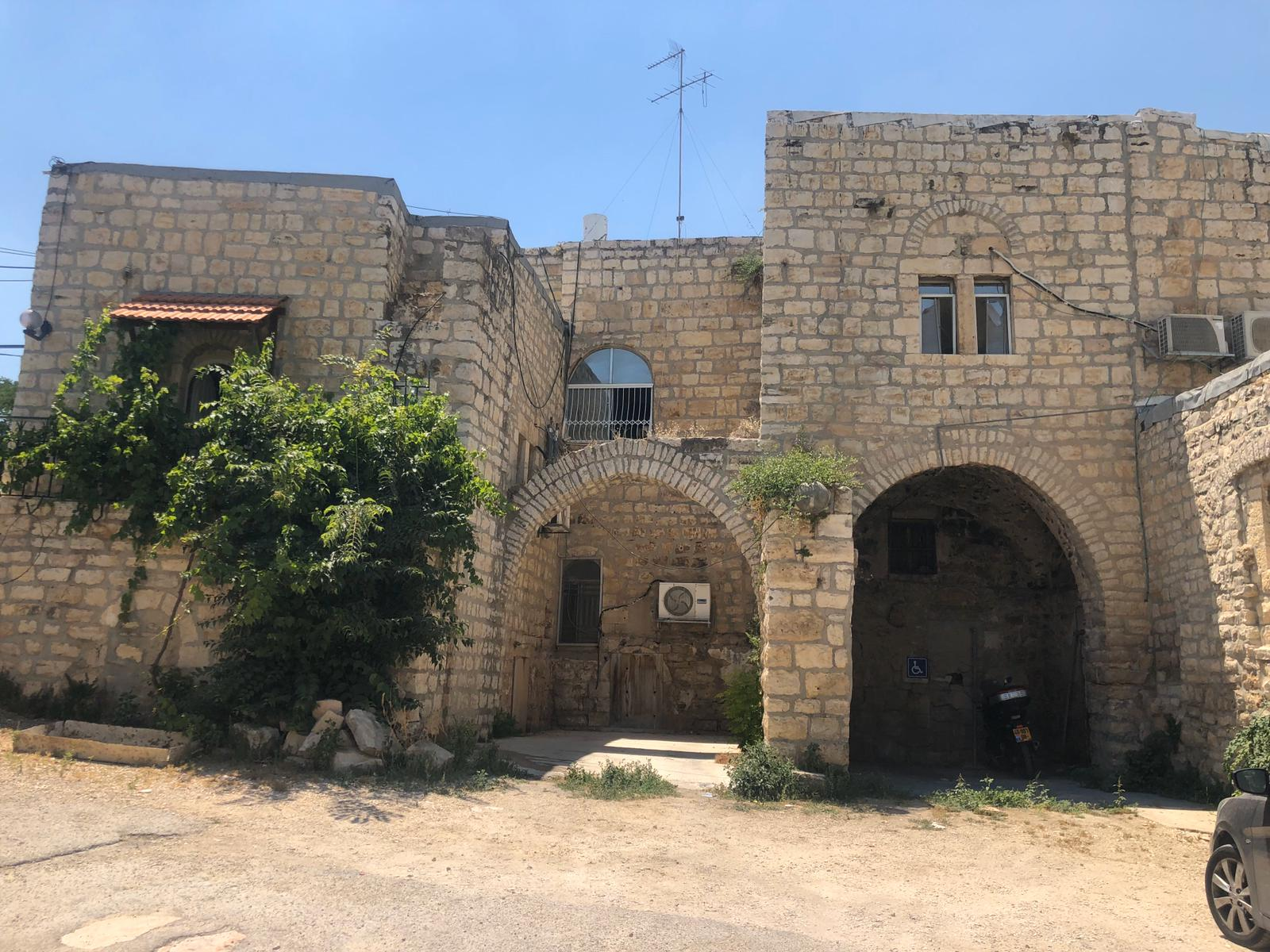
بيت من بيوت دير ياسين في أسفل القرية بجانب المسجد

لا تزال منازل القرية قائمة وأقيم عليها مشفى "كفار شاؤول" للأمراض النفسيّة، كانت بيوت المنزل تُستعمل لتطبيب المرضى حتّى الأعوام الأخيرة. المنازل الّتي تقع خارج حدود المشفى تُستعمل لأغراض سكنيّة أو تجاريّة أو مستودعات.

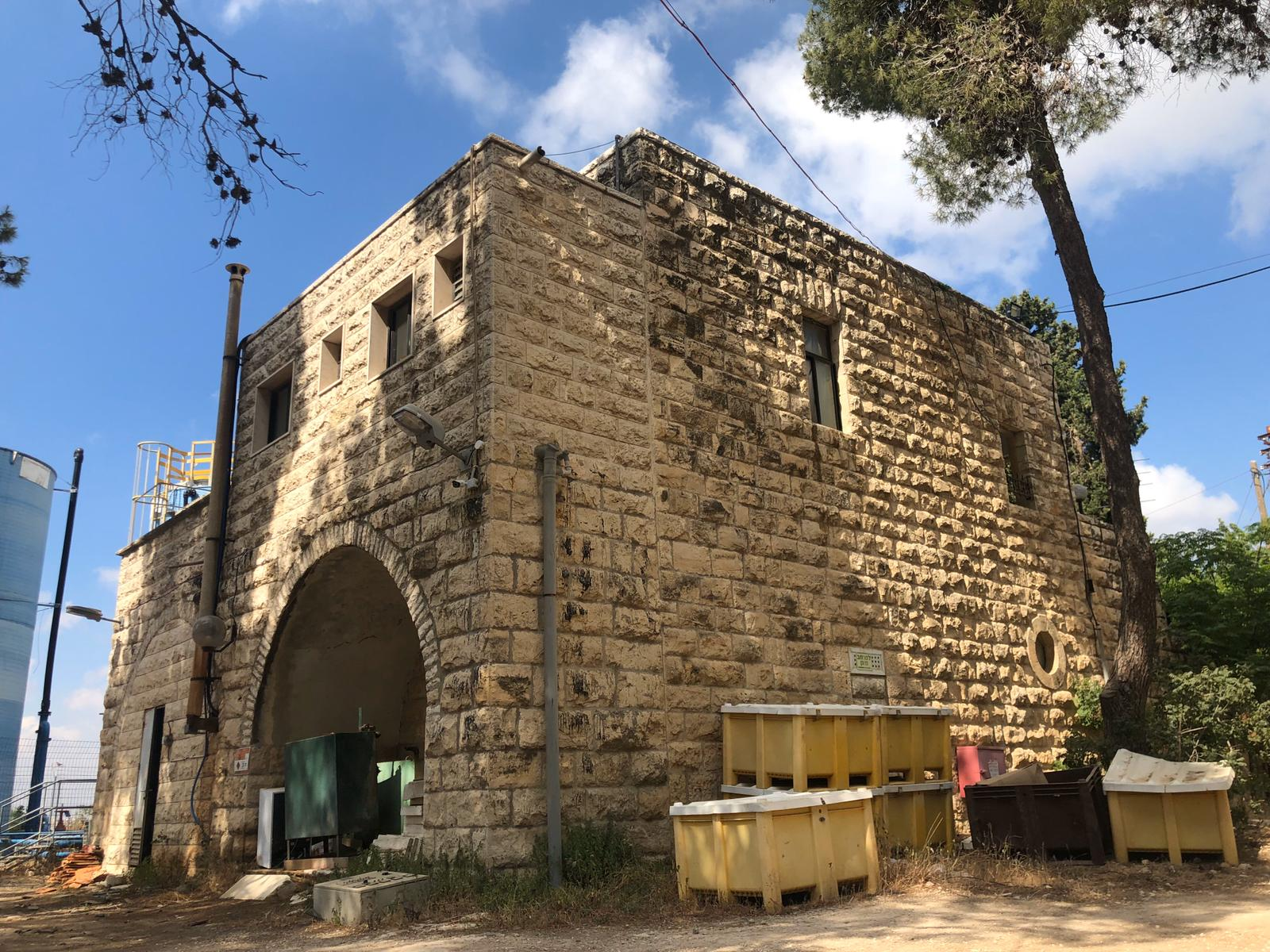
منزل في دير ياسين في أعلى جبل القرية

مقبرة القرية مهملة وتكتسحها أنقاض الطريق الدائريّ الّذي شُقّ حول تلّ القرية، وتتوسطها شجرة سرو وحيدة.
المغتصبات الصهيونيّة على أرض القرية:
- 1949- غفعات شاؤول «ب» - أطلق عليها الاسم مرفقا بـ«ب» تيمنًا بالمستوطنة المجاورة والّتي اسمها «غفعات شاؤول» والّتي أنشئت عام 1906.
- مشفى كفار شاؤول للأمراض النفسيّة